# Falcon (Caroline du Nord)
Falcon est une ville américaine située dans le Comté de Cumberland, en Caroline du Nord.
En 2010, sa population était de 258 hab.

## Démographie
| 1920 | 1930 | 1940 | 1950 | 1960 | 1970 |
| ---- | ---- | ---- | ---- | ---- | ---- |
| 200  | 279  | 206  | 245  | 235  | 357  |

| 1980 | 1990 | 2000 | 2010 | - | - |
| ---- | ---- | ---- | ---- | - | - |
| 339  | 216  | 328  | 258  | - | - |

## Source
- (en) Cet article est partiellement ou en totalité issu de l’article de Wikipédia en anglais intitulé « Falcon, North Carolina » (voir la liste des auteurs).